# TNT (Latinoamérica)
TNT (siglas de Turner Network Television) es un canal de televisión por suscripción latinoamericano de origen estadounidense, variante regional del canal original, que inició sus operaciones el 28 de enero de 1991 y está orientado a la emisión de películas de cualquier género, es propiedad de Warner Bros. Discovery y es operado por Warner Bros. Discovery Latin America.

## Historia
En sus inicios, la variante latinoamericana del canal TNT se emitía desde Atlanta, Georgia, en los Estados Unidos. Desde 2005, su centro de operaciones se mudó al moderno complejo de WarnerMedia International Argentina, en Buenos Aires.

## Canales derivados

### TNT Series
Es el primer canal derivado de TNT que fue lanzado en Argentina el 10 de marzo de 2015 en reemplazo de la señal argentina del canal Infinito, cuya programación fue trasladada a TruTV. En el resto de Latinoamérica, fue lanzado el 17 de marzo del mismo año reemplazando al mismo canal en su señal panregional. La mayoría de las series antes emitidas por TNT pasaron a este nuevo canal.

### TNT Novelas
Fue lanzado el 26 de junio de 2023 en reemplazo de TBS.Se emiten telenovelas en su programación.

### TNT Sports
Tiene conjuntos de señales en diferentes países de Latinoamérica.
- TNT Sports Argentina, iniciado el 25 de agosto de 2017 en reemplazo del programa argentino Fútbol para todos.
- TNT Sports Chile, iniciado el 17 de enero de 2021 en reemplazo de CDF.
- TNT Sports México, iniciado el 11 de junio de 2021 en las redes sociales y el 11 de agosto de 2021 como bloque dentro de Cinemax, TNT y el servicio de streaming Max.
- TNT Sports Brasil, anteriormente conocida Esporte interactivo, iniciado el 20 de enero de 2007, fue cesado en 2018 y fue relanzado en 2021 con el nombre TNT Sports.